# Apocalisse (Shan)
Apocalisse (Demon Apocalypse) è un romanzo horror per ragazzi del 2007, sesto capitolo della serie Demonata di Darren Shan, tradotta in 9 lingue e pubblicata in numerosi Paesi.

## Trama
La storia riprende dalla fine del precedente romanzo (La maledizione del licantropo).
Grubbs è impegnato in un terribile faccia a faccia con Lord Loss e Juni Swan è stato appena rivelato essere uno dei suoi parenti. Proprio quando sembra che Grubbs verrà ucciso, Beranabus appare e i due se ne volano alla sua caverna. Una volta lì Bernabus e Kernel prendono Grubbs con loro per combattere un Demone in uno dei mondi di Demonata. Quando Beranabus e Kernel ritornano dalla caccia al demone, tutti scoprono che la galleria sigillata 1600 anni prima da Bec, è stato riaperta, e l'inferno è stato portato sulla Terra. Con l'aiuto dei Discepoli, Grubbs, Kernel, e Beranabus richiudono il tunnel.
Dopo essere arrivato alla galleria, Kernel ottiene i suoi occhi cavati da Spine (un parente di Lord Loss) e Grubbs vede tutto del suo amico e delle teste di Dervish, trasportate da demoni. Lo spirito di Bec appare di nuovo e dice a Beranabus che sigillare il tunnel non rimuoverà i demoni come ha fatto l'ultima volta. Nel caos, il Kah-Gash (l'arma abbastanza potente da distruggere gli Universi) si risveglia in Grubbs, Kernel e Bec tornano indietro nel punto appena prima che la galleria venisse aperta, fornendo a Grubbs, Kernel, e Beranabus un modo per prevenire l'estinzione del genere umano. Durante la battaglia nella grotta fra il gruppo di Bernabus e Lord Loss, si scopre che Bill-E deve essere ucciso per impedire l'apertura della galleria. Poiché Dervish non è in grado di uccidere il suo nipote, Grubbs è costretto ad uccidere Bill-E.Così sigilla la galleria e costringe al ritiro una creatura oscura che, al contrario di tutti gli altri demoni, Grubbs non ha mai visto prima. L'essenza di Bec intrappolata in Grubbs riempie il corpo di Bill-E e cambia il suo corpo per ritornare ad essere come prima. Vien rivelato che lo spirito di Bec è rimasto intrappolato nella grotta per gli ultimi 1600 anni, e viene creduta da Bernabus poiché parte del Kah-Gash, insieme a Grubbs e Kernel. Ora, sapendo che cosa è in gioco, Grubbs affida Dervish alle cure di Bec e si unisce a Bernabus e Kernel per la loro ricerca senza fine, per prevenire l'apertura di altre gallerie e per conoscere meglio la creatura oscura.

## Edizioni
- Darren Shan, Apocalisse, traduzione di Sara Marcolini, Demonata VI, Mondadori, 2009, ISBN 9788804585152.